# Berau-Bucht
Die Berau-Bucht (indonesisch Teluk Berau), ehemals McCluer-Golf (MacCluer Gulf) liegt zwischen der Vogelkop- und Bomberai-Halbinsel im Westen der Insel Neuguinea.

## Geographie
Die Berau-Bucht bildet die Verbreiterung der östlich gelegenen Bucht von Bintuni und trennt die Halbinsel Vogelkop im Norden von der Bomberai-Halbinsel, mit ihrer westlichen Verlängerung, der Fakfakhalbinsel, im Süden. Westlich liegt die offene Seramsee. Vor der Fakfakhalbinsel liegen unter anderem die Inseln Ogar und Arguni.
Das Gebiet ist Teil der indonesischen Provinz Papua Barat. Der Regierungsbezirk Fakfak nimmt das südliche Ufer ein, während die Küste der Bucht auf Vogelkop zu den Regierungsbezirken Teluk Bintuni und Südsorong (Sorong Selatan) gehört.

## Geschichte
An der Küste zeugen Felsmalereien von der Besiedlung der Region im Holozän.